# لوريتس أندرسن رينغ
لوريتس أندرسن رينغ (15 أغسطس 1854 - 10 سبتمبر 1933) كان أحد أبرز الرسامين الدنماركيين في مطلع القرن العشرين، وكان رائداً لحركة الرمزية والواقعية الاجتماعية في الدنمارك.